# Gushi
Gushi  (en chino, 固始; pinyin, Gùshǐ; Wade-Giles, ku shih) es un condado  bajo la administración directa de la Prefectura Xinyang en la Provincia de Henan, República Popular China.  Su área es de 2942 km² y su población total para 2020 superó el 1 millón de habitantes. 

## Administración
Desde mayo de 2025, el  Condado Gushi  se divide en 40 pueblos  administrados en 4 subdistritos, 28 poblados y 8 villas.

## Toponimia
El topónimo Gushi  [/ku-shi/] se compone de los sinogramas Gu (consolidar) y Shi  (iniciar).
En el año 26 AD durante la dinastía Han Oriental, el Condado Qin se llamó  Gushi. Según el Diccionario de los origenes de los topónimos de China (中国地名由来词典); el nombre se originó en la frase del Emperador Liuxiu: "Para lograr un buen final, es necesario consolidar el inicio" (欲善其终，必固其始 Yùshàn qízhōng, BìGù qíshǐ”).